# Janina Maria Howorka-Hrosenchik
Janina Maria Howorka-Hrosenchik (z domu Tomiak, także: Janina lub Nina Marisówna, ur. 10 lipca 1924 w Poznaniu, zm. 7 września 2019 w Skolimowie) – polska aktorka i malarka.

## Życiorys
Do początku II wojny światowej rodzina mieszkała przy ulicy Woźnej 9 w Poznaniu. W 1937 ukończyła szkołę podstawową, a potem uczęszczała do Gimnazjum im. Klaudyny Potockiej, ale naukę przerwała jej wojna. Rodzinę wysiedlono do Generalnego Gubernatorstwa. Zamieszkali w Warszawie, gdzie uczestniczyła w tajnych kompletach. W 1942 ukończyła Gimnazjum J. Jankowskiej-Słotkowskiej, a w 1944 Liceum Humanistyczne im. J. Słowackiego oraz tajną szkołę dramatyczną. Od 1942 służyła w Armii Krajowej (Batalion Baszta). Kolportowała prasę i organizowała tajne przedstawienia teatralne. W czasie powstania warszawskiego walczyła na Starym Mieście, Woli i Muranowie. Po upadku powstania została wysłana wraz z matką przez Niemców do obozu w Bossen, skąd obie zbiegły, zostały złapane i osadzone w gospodarstwie rolnym. 

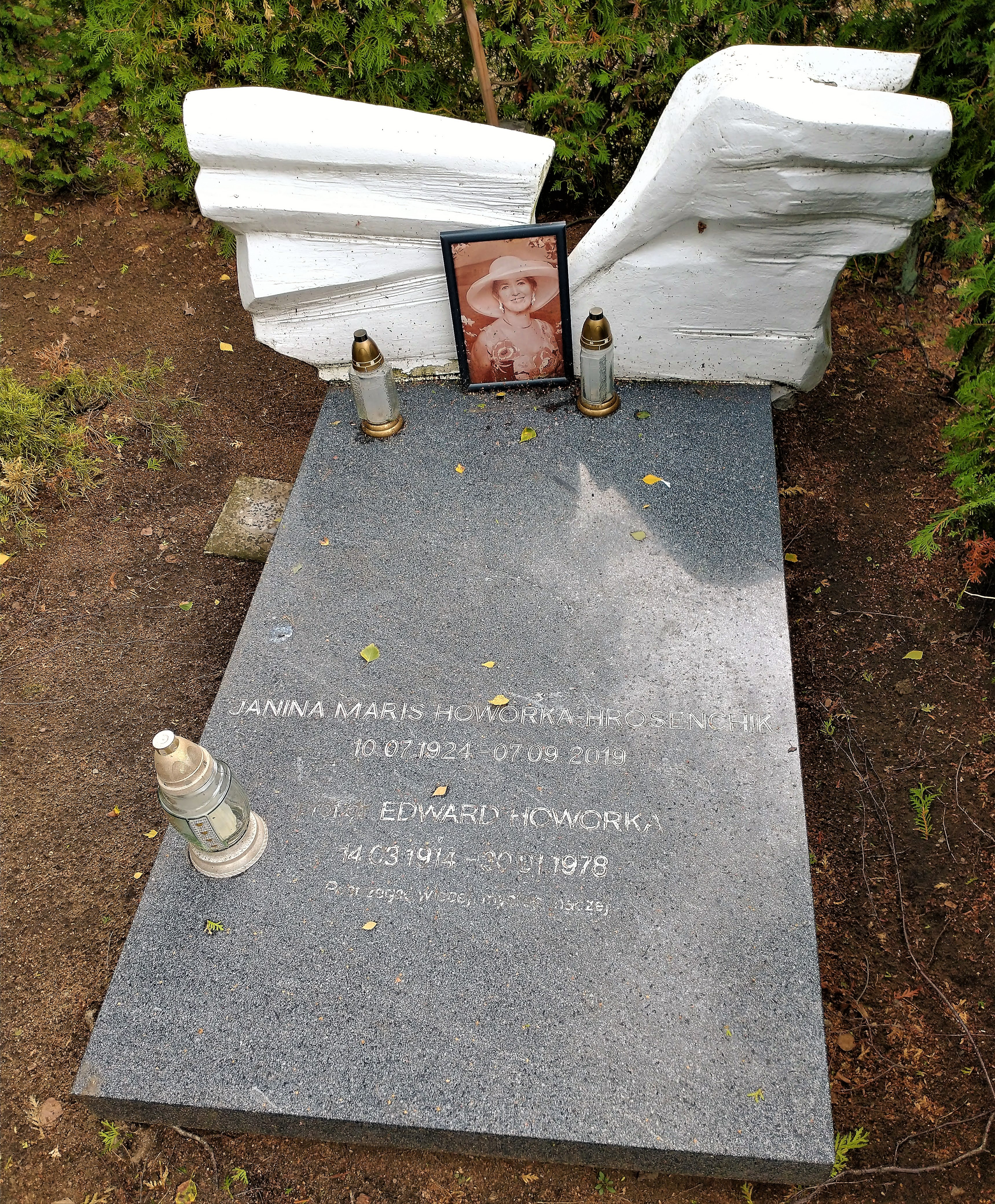
Grób na cmentarzu Junikowo w Poznaniu

Wraz z częścią rodziny powróciła do Poznania jeszcze w trakcie bitwy o miasto. Podjęła naukę malarstwa u prof. Wacława Taranczewskiego i prof. Stanisława Teyssera, a w 1951 ukończyła historię sztuki na Uniwersytecie Adama Mickiewicza. Po wojnie uczestniczyła w pierwszych przedstawieniach Teatru Polskiego. Ze sceną tą i z poznańskim Teatrem Nowym związana była przez następne trzydzieści lat. Epizodycznie grała też na deskach Teatru Schillera w Warszawie, Teatru Wojska Polskiego w Łodzi i Teatru im Aleksandra Fredry w Gnieźnie. Zagrała też w filmie Wandy Jakubowskiej "Ostatni etap" i spektaklach Teatru Telewizji. W 1963 otrzymała wyróżnienie na Kaliskich Spotkaniach Teatralnych za rolę Jadwigi Lisieckiej w "Ruchomych piaskach". Po śmierci męża, Edwarda Howorki i zakończeniu kariery teatralnej w 1980 przeprowadziła się do Nowego Jorku. Pracowała m.in. u Henriego Claya Fricka (właściciela galerii sztuki). Poznała też Joe Hrosenchika (z pochodzenia Czecha), za którego wyszła za mąż. Rozwinęła w tym okresie działalność malarską. Portret studiowała u prof. Daniela Greena, studiowała też w The Visual Art School w Princeton. Po przejściu na emeryturę małżeństwo zamieszkało w Port Saint Lucie na Florydzie. Po śmierci drugiego męża powróciła do Polski 25 kwietnia 2014. Zamieszkała w Domu Aktora Weterana w Skolimowie. Jej pogrzeb odbył się 20 grudnia 2019 na Cmentarzu na Junikowie w Poznaniu.

## Rodzina
Miała przyrodnią siostrę Ewę i biologicznych trzech braci: Tadeusza przedsiębiorcę morskiego, polskiego konsula w Glasgow, tłumacza książki Thora Heyerdahla "Kon-Tiki", Edwarda zmarłego w 1945 najprawdopodobniej w niemieckim obozie koncentracyjnym i Alfreda, właściciela drukarni "Atom". Jej mężem był  Edward Howorka, ginekolog.